# 신파 조선족 향
신파 조선족 향(중국조선어: 신발조선족향, 중국어 간체자: 新发朝鲜族乡, 병음: Xīnfā cháoxiǎnzú xiāng, 몽골어: ᠰᠢᠨᠹᠠ
ᠰᠣᠯᠣᠩᠭᠣᠰ
ᠦᠨᠳᠦᠰᠦᠲᠡᠨ ᠦ
ᠰᠢᠶᠠᠩ)은 내몽골 자치구 후룬베이얼시 아룽기 관할에 속하는 내몽골 자치구 유일의 조선족 민족향이다. 면적은 152.22km2이다

## 행정구역
7개의 촌을 관할한다.
- 창파촌(중국어 간체자: 长发村, 몽골어:ᠼᠾᠠᠨᠹᠠ
ᠲᠣᠰᠺᠣᠨ, 중국조선어: 장발촌)
- 신파촌(중국어 간체자: 新发村, 몽골어:ᠰᠾᠢᠨᠹᠠ
ᠲᠣᠰᠺᠣᠨ, 중국조선어: 신발촌)
- 둥광촌(중국어 간체자: 东光村, 몽골어:ᠳᠤᠨᠺᠤᠠᠨ
ᠲᠣᠰᠺᠣᠨ, 중국조선어: 동광촌)
- 탕왕거우촌(중국어 간체자: 唐王沟村, 몽골어;ᠲᠠᠨᠺᠪᠠᠨᠭᠣᠤ
ᠲᠣᠰᠺᠣᠨ, 중국조선어: 당왕구촌)
- 성수이촌(중국어 간체자: 圣水村, 몽골어:ᠠᠷᠢᠤᠨ
ᠤᠰᠨᠶ
ᠲᠣᠰᠺᠣᠨ, 중국조선어: 성수촌)
- 다요우좡촌(중국어 간체자: 大有庄村, 몽골어:ᠳᠠᠣᠤᠼᠵᠤᠠᠨ
ᠲᠣᠰᠺᠣᠨ, 중국조선어: 대유장촌)
- 장타얼촌(중국어 간체자: 章塔尔村, 몽골어:ᠼᠾᠠᠨᠲᠠᠯ
ᠲᠣᠰᠺᠣᠨ, 중국조선어: 장탑이촌)